# Szybka kolej miejska BiTCity

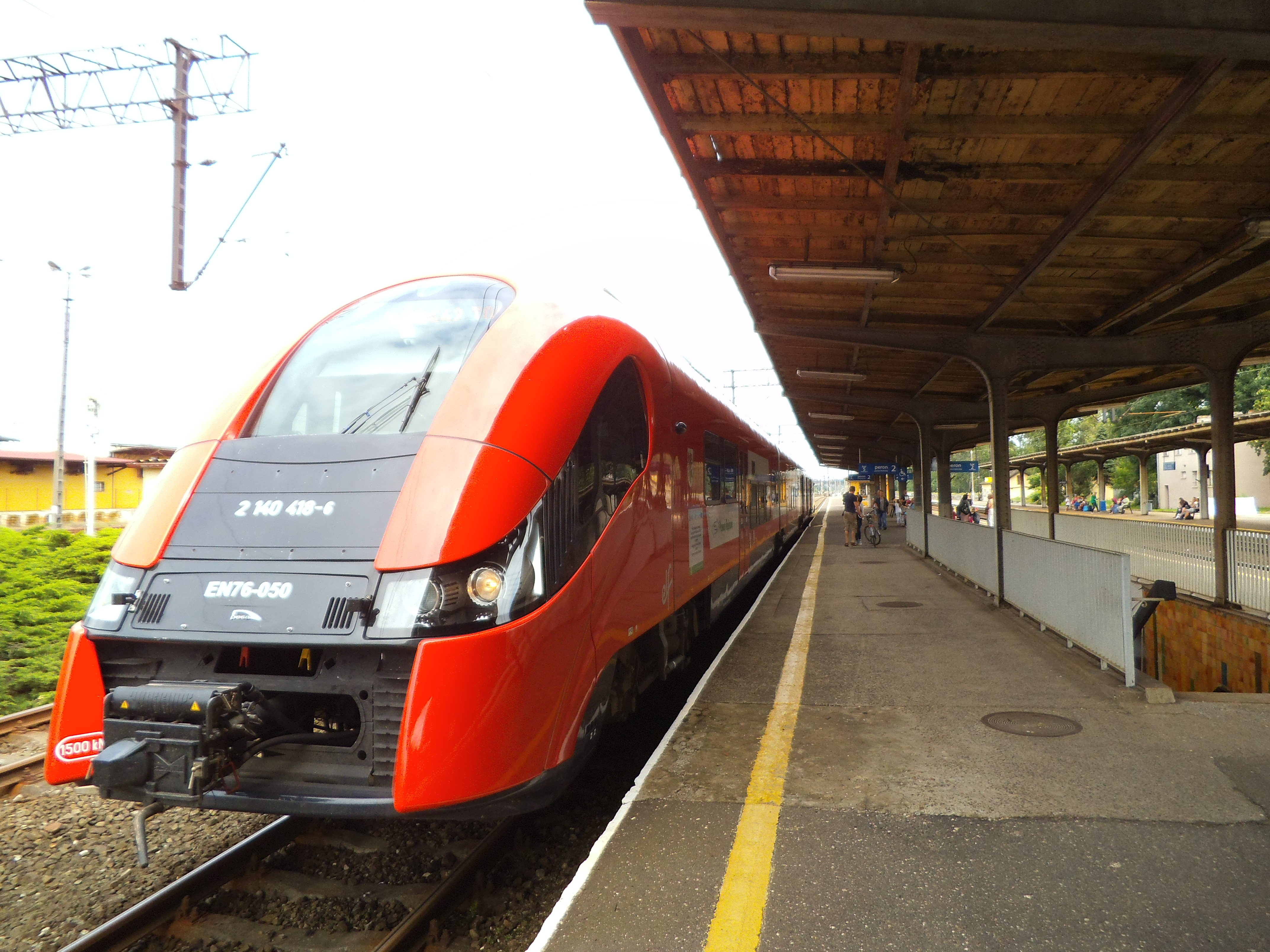
Pesa Elf na dworcu Toruń Wschodni

Szybka kolej miejska BiTCity – szybka kolej miejska łącząca dwie stolice województwa kujawsko-pomorskiego: Bydgoszcz i Toruń.

## Historia
Pomysłodawcą tego projektu był Wydział Inwestycji Strategicznych Urzędu Miasta Torunia oraz toruńskie Stowarzyszenie Porozumienie Obywateli (www.spo.org.pl), a wdrażającym projekt – Urząd Marszałkowski Województwa Kujawsko-Pomorskiego w Toruniu oraz Sejmik Województwa Kujawsko-Pomorskiego, przy współpracy z urzędami miast Bydgoszczy i Torunia.
25 lutego 2006 roku w Toruniu miał miejsce kilkukrotny przejazd szynobusu na trasie z przystanku Kluczyki do Dworca Północnego. Był to pierwszy od kilkunastu lat przejazd pociągu pasażerskiego od dworca Toruń Wschodni do Dworca Północnego. Znaczna frekwencja dowiodła celowości początkowej koncepcji toruńskiej Szybkiej Kolei Miejskiej (SKM). Przejazd ten zorganizował toruński Urząd Miasta, Polskie Linie Kolejowe, bydgoska PESA oraz Stowarzyszenie Porozumienie Obywateli. Następnie koncepcja SKM została rozwinięta do rozmiarów toruńsko-bydgoskiego BiT City.
W celach marketingowych i promocyjnych połączenia regionalne na trasie Toruń – Solec Kujawski – Bydgoszcz zostały nazwane BiT City, nie jest to jednak jeszcze planowana szybka kolej miejska.
W maju 2007 roku zostało opracowane studium wykonalności przebiegu bydgosko-toruńskiej kolei metropolitalnej BiT City, które jest podstawą do ubiegania się o unijne wsparcie do Programu Operacyjnego Infrastruktura i Środowisko 2007-13. Pozwoliło to na modernizację istniejącego torowiska oraz zakup taboru niezbędnego do uruchomienia BiT City.
1 stycznia 2008 roku został wprowadzony na trasie BiT City bilet aglomeracyjny, umożliwiający podróżowanie pociągiem Polregio oraz komunikacją miejską Torunia i Bydgoszczy. Bilet powstał na bazie porozumienia ówczesnych PKP Przewozy Regionalne, Urzędu Marszałkowskiego, MZK Toruń oraz ZDMiKP Bydgoszcz.
Zakończenie projektu nastąpiło w 2015 roku.

## Założenia

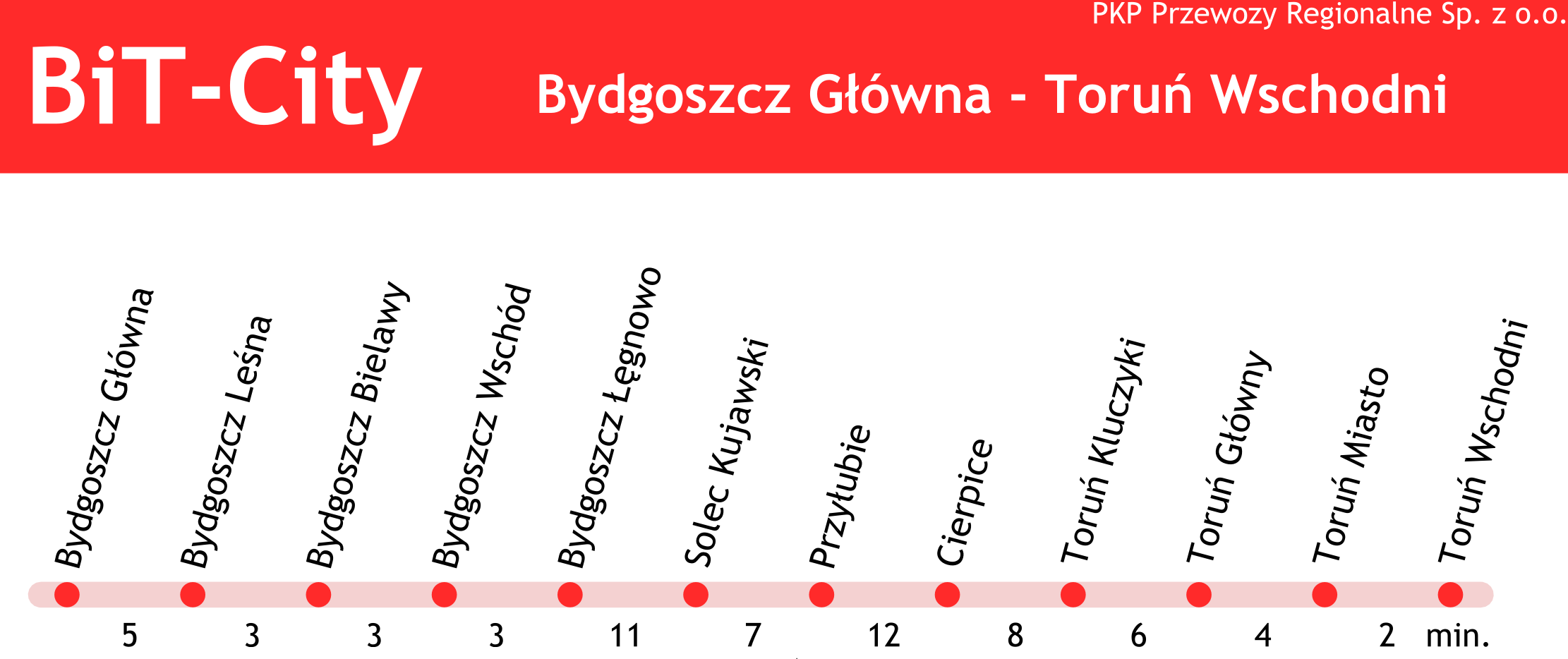
Schemat połączeń regionalnych tzw. BiTCity (przybliżone czasy przed remontem torowiska)

### Gospodarcze
Według założeń kolej ma być:
- elementem spajającym i integrującym dwa największe miasta województwa,
- spowodować szybszy rozwój obu stolic regionu,
- przyspieszyć powstanie aglomeracji bydgosko-toruńskiej,
- stworzyć magnes inwestycyjny i motor rozwoju dla innych miast regionu, poprzez stworzenie ok. 700-tysięcznej aglomeracji miejskiej.

### Infrastrukturalne

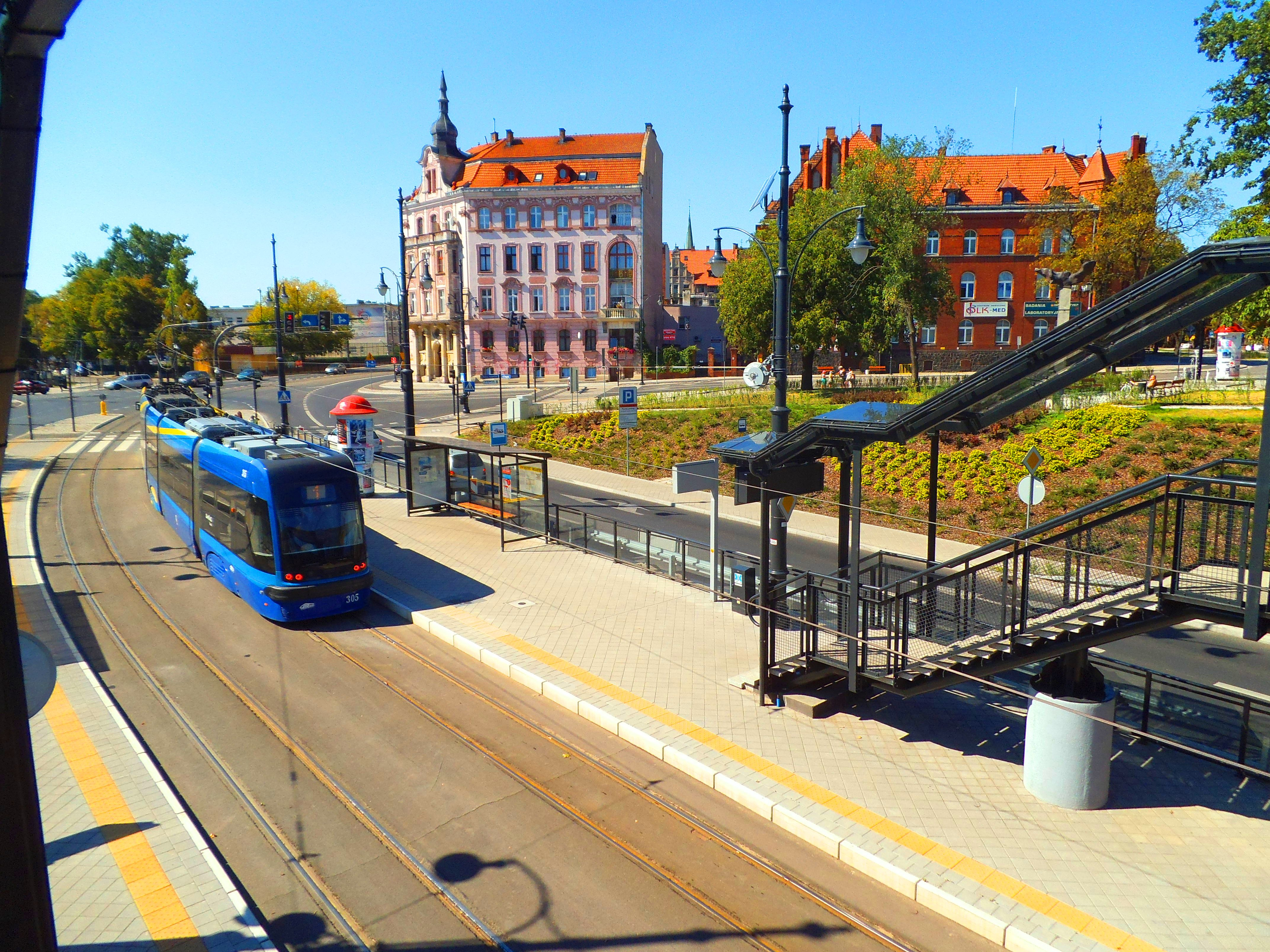
Węzeł przesiadkowy przy dworcu Toruń Miasto

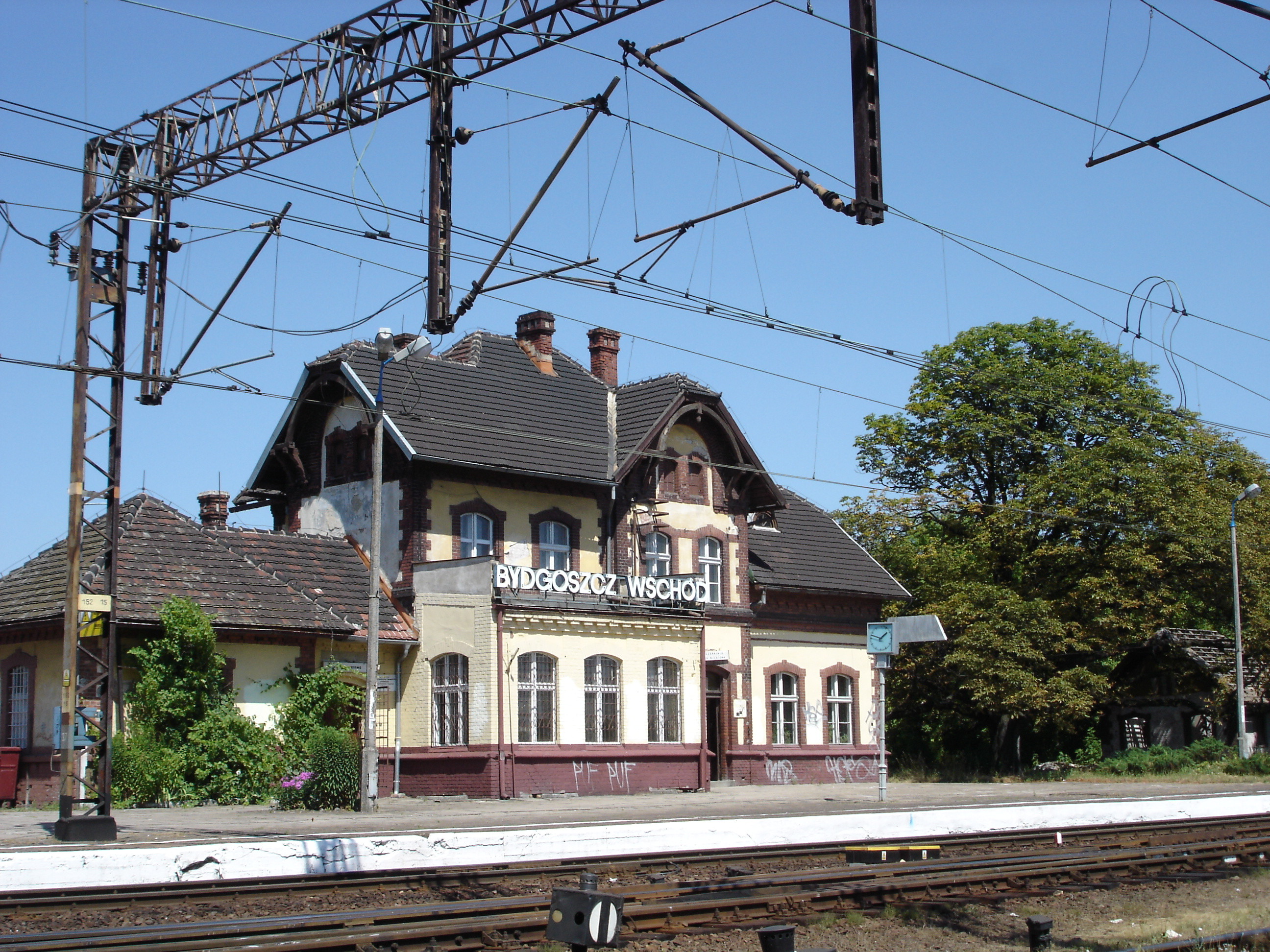
Węzeł przesiadkowy Bydgoszcz Wschód

- Dostosowanie torowiska do prędkości 120 km/h na trasie BiT City – z Torunia Wschodniego do Bydgoszczy Głównej (zrealizowano);
- Budowa szybkiego połączenia tramwajowego, łączącego centrum miasta z dzielnicą Fordon w Bydgoszczy (koszt: 435 mln zł, w tym 209 mln zł z funduszy UE; zrealizowano);
- Budowa nowych połączeń tramwajowych w zachodniej części Torunia (linia do Uniwersytetu Mikołaja Kopernika, zrealizowano);
- Budowa w Bydgoszczy węzła komunikacyjnego i platformy przesiadkowej, związanych z dworcem Bydgoszcz Wschód (zrealizowano);
- Budowa linii kolejowej łączącej dworzec Bydgoszcz Główna z Portem Lotniczym w Bydgoszczy na odcinku Trzciniec – Lotnisko o szacunkowej długości 4,3–5 km (koszt 63 mln zł; w 2011 roku z uwagi na spodziewaną niską frekwencję pasażerów postanowiono przełożyć realizację tego projektu na okres po 2015 roku, a w zamian wybudować nowe przystanki Bydgoszcz Błonie[2], Bydgoszcz Wilczak, Otorowo i ew. Nieszawka oraz przesunąć przystanek w Cierpicach; ostatecznie zrealizowano tylko przystanek Bydgoszcz Błonie, przebudowano przystanki Bydgoszcz Leśna i Bydgoszcz Bielawy oraz zbudowano nowy wiadukt nad ul. Grunwaldzką, oddany do użytku 3 września 2015 roku);
- Budowa węzła przesiadkowego Toruń Miasto i tunelu oraz drugiego toru kolejowego pod placem Pokoju Toruńskiego w Toruniu (ostatecznie zrealizowano tylko węzeł przesiadkowy Toruń Miasto);
- Rewitalizacja dworców kolejowych w Toruniu;
- Budowa tunelu pod torami w Solcu Kujawskim (zrealizowano jako pierwsze zadanie);
- Stworzenie elektronicznego systemu pobierania opłat oraz integracja taryfowa komunikacji w Bydgoszczy i Toruniu;
- Zakup nowoczesnych tramwajów niskopodłogowych (po 12 tramwajów w każdym z miast, Bydgoszcz podpisała umowę z firmą Pesa na dostawę 12 tramwajów Swing w wersji wąskotorowej; Toruń zrealizowano)
- Zakup 5 nowoczesnych pociągów EZT Pesa Elf, pierwsze 2 zostały dostarczone 26 maja 2014 roku (pierwotnie planowano jako rok dostawy datę 2013 rok), zaś pozostałe 3 zostały dostarczone w grudniu 2014 roku (2 ezt) i na początku 2015 roku. Składy mieszczą 400 pasażerów, w tym 220 na miejscach siedzących i rozwijają prędkość 120 km/h. Koszt 1 składu 16,5 mln zł
- Wprowadzenie systemu informacji wizualnej dla podróżnych;

Szacunkowy koszt wszystkich przedsięwzięć związanych z BiT City to 811 milionów złotych.

## Finansowanie
30 stycznia 2009 roku Projekt Szybkiej Kolei Metropolitalnej BiT City został wpisany na listę projektów kluczowych Programu Operacyjnego Infrastruktura i Środowisko i otrzymał 100 mln euro dofinansowania.
| Lp.             | Beneficjent                               | Zakres rzeczowy projektu | Wartość całkowita projektu | Wartość dofinansowania |
| --------------- | ----------------------------------------- | --- | -------------------------- | ---------------------- |
| 1.              | Samorząd Województwa Kujawsko-Pomorskiego | - Zakup EZT; - Wdrożenie elektronicznego systemu pobierania opłat utworzenie Związku Taryfowego; - Zarządzanie projektem; | 32,01 mln euro             | 14,13 mln euro         |
| 2.              | Gmina Miasta Bydgoszcz                    | - Szybki tramwaj do Fordonu; - Węzeł Wschodni; - Budowa połączenia kolejowego Bydgoszcz Główna – Port Lotniczy; | 109,95 mln euro            | 47,09 mln euro         |
| 3.              | Gmina Miasta Toruń                        | - Kompatybilność miejskiego transportu publicznego z transportem kolejowym w tym m.in. budowa węzła przesiadkowego Toruń Miasto; - Budowa Samoczynnej Blokady Liniowej dla odcinka Toruń Gł. – Toruń Wsch.; - Budowa tunelu oraz drugiego toru kolejowego pod Pl. Pokoju Toruńskiego; - Rewitalizacja obiektów dworcowych na terenie miasta; | 56,82 mln euro             | 23,69 mln euro         |
| Razem (część I) | Razem (część I)                           | Razem (część I) | 198,78 mln euro            | 84,91 mln euro         |

| Lp.                       | Podmiot współpracujący        | Zakres rzeczowy projektu | Wartość całkowita projektu | Wartość dofinansowania |
| ------------------------- | ----------------------------- | --- | -------------------------- | ---------------------- |
| 1.                        | PKP PLK S.A.                  | - Węzeł Wschodni w Bydgoszczy; - Budowa połączenia kolejowego Bydgoszcz Gł. – Port Lotniczy; - Budowa Samoczynnej Blokady Liniowej dla odcinka Toruń Gł. – Toruń Wsch.; - Budowa tunelu oraz drugiego toru kolejowego pod Pl. Pokoju Toruńskiego w Toruniu; | 18,32 mln euro             | 9,00 mln euro          |
| 2.                        | PKP S.A.                      | Rewitalizacja obiektów dworcowych na terenie miasta Torunia; | 5,40 mln euro              | 2,70 mln euro          |
| 3.                        | Gmina i Miasto Solec Kujawski | Budowa wiaduktu kolejowego na linii kolejowej nr 18 w Solcu Kujawskim; | 8,82 mln euro              | 3,39 mln euro          |
| Razem część II            | Razem część II                | Razem część II | 32,54 mln euro             | 15,09 mln euro         |
| Suma (część I i część II) | Suma (część I i część II)     | Suma (część I i część II) | 231,32 mln euro            | 100,00 mln euro        |